# Der individualistische Anarchist
Der individualistische Anarchist war eine der wenigen deutschsprachigen anarchistischen Zeitschriften, welche die Position des individualistischen Anarchismus vertraten.
Sie erschien mit 12 Ausgaben im Verlag von Benedict Lachmann.

## Geschichte

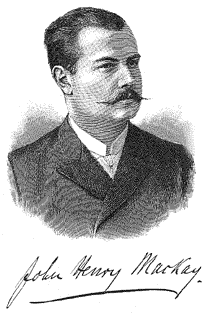
John Henry Mackay

Der Herausgeber und Verleger Benedict Lachmann formulierte in der Nr. 1 vom 16. August 1919, die Zeitschrift verfolge das Ziel, „der Bewegung des individualistischen Anarchismus eine breitere Grundlage zu geben.“ Auf Anregung Lachmanns wurde am 15. August 1919 die Vereinigung individualistischer Anarchisten in Berlin gegründet.
Eine Vereinigung gleichen Namens gab es bereits von 1910 bis 1913 in Wien. Die Vereinigungen in Berlin und Wien existierten nur kurze Zeit. Bernhard Zack publizierte 1911 ein Korrespondenzblatt der Vereinigung individualistischer Anarchisten. Er gab auch mit John Henry Mackay die Schriftenreihe Propaganda des individualistischen Anarchismus von 1907 bis 1919 heraus.
Der individualistische Anarchist sollte es ermöglichen, die theoretischen Grundlagen dieser anarchistischen Strömung auf der Grundlage der maßgeblichen Literatur, vor allem von Max Stirner und John Henry Mackay, zu diskutieren und zu aktuellen Themen Stellung zu beziehen. Mit durchschnittlich 40 Seiten Umfang erschien das Blatt zuerst zweimal im Monat, später unregelmäßig. Artikel und Texte von Fritz Gross, Gerhard Lehmann, Kurt Sonnenfeld, Leo Tolstoi, Max Stirner, Hugo Jansen, Henry David Thoreau, Heinz Blücher und anderen wurden publiziert.